# Памятник создателям российских железных дорог
Памятник Создателям российских железных дорог — памятник организаторам и создателям российских железных дорог, расположенный в городе Москве у Казанского вокзала. Открыт в день железнодорожника 1 августа 2013 года, к 180-летию РЖД.

## История
Памятник открыт у Царской башни Казанского вокзала. Памятник представляет собой гранитный постамент, на котором расположена групповая скульптурная композиция. Центральное место занимает бюст императора Николай I на постаменте — при нём в России было начато строительство железных дорог и уложено около 1000 верст железнодорожного полотна. Окружают его фигуры выдающихся деятелей, с чьими именами связано развитие железных дорог в России: Франца Антона фон Герстнера, Павла Мельникова, Михаила Хилкова, Ефима и Мирона Черепановых, Сергея Витте. Автор памятника — народный художник России Салават Александрович Щербаков.
Франц Антон фон Герстнер (1792—1840) — австрийский и чешский инженер, руководил строительством Царскосельской железной дороги, первой в России железной дороги общественного пользования, изображен в верхней одежде с макетом паровоза в руках.
Павел Петрович Мельников — один из авторов проекта железной дороги Санкт-Петербург — Москва, автор научных трудов о железных дорогах, генерал-лейтенант, министр путей сообщения Российской империи (1865—1869), изображен в полный рост в военной форме с плащом и орденами, в правой руке держит свернутый в рулон свиток.
Михаил Иванович Хилков — министр путей сообщения Российской империи (1895—1905), изображен в полный рост с развернутой картой Российской империи в руках.
Черепановы, отец Ефим (1774—1842) и сын Мирон (1803—1849)) — русские промышленные инженеры-изобретатели, построившие первый российский паровоз, изображены в задней части памятника в полный рост. Смотрят на макет паровоза, стоящий на постаменте. Ефим держит в правой руке молоток.
Сергей Юльевич Витте — русский государственный деятель, министр путей сообщения (1892), изображён в полный рост в форме государственного чиновника с орденами.
На памятнике под каждой скульптурой установлены таблички с фамилиями деятелей, которые изображены на скульптурах. На передней части памятника, его постаменте, выполнена в виде большого свитка надпись: «Создателям российских железных дорог». На обратной стороне памятника сделана надпись: «Император Всероссийский Николай I 12 февраля 1842 года подписал указ о сооружении железной дороги Москва — Санкт-Петербург».

## Технические данные
Памятник выполнен из бронзы, постамент — из гранита, в котором угадываются изображения шпал и рельсов. Благоустроена территория вокруг памятника. В декоративном гранитном мощении территории вокруг памятника использованы сорта гранита «Балтийский» и «Возрождение». Перед памятником установлены серые гранитные столбики.